# Население Перу
Перу — полиэтническая, мультикультурная страна, где проживает 72 этнолингвистические группы, объединяемые в 16 языковых семей.

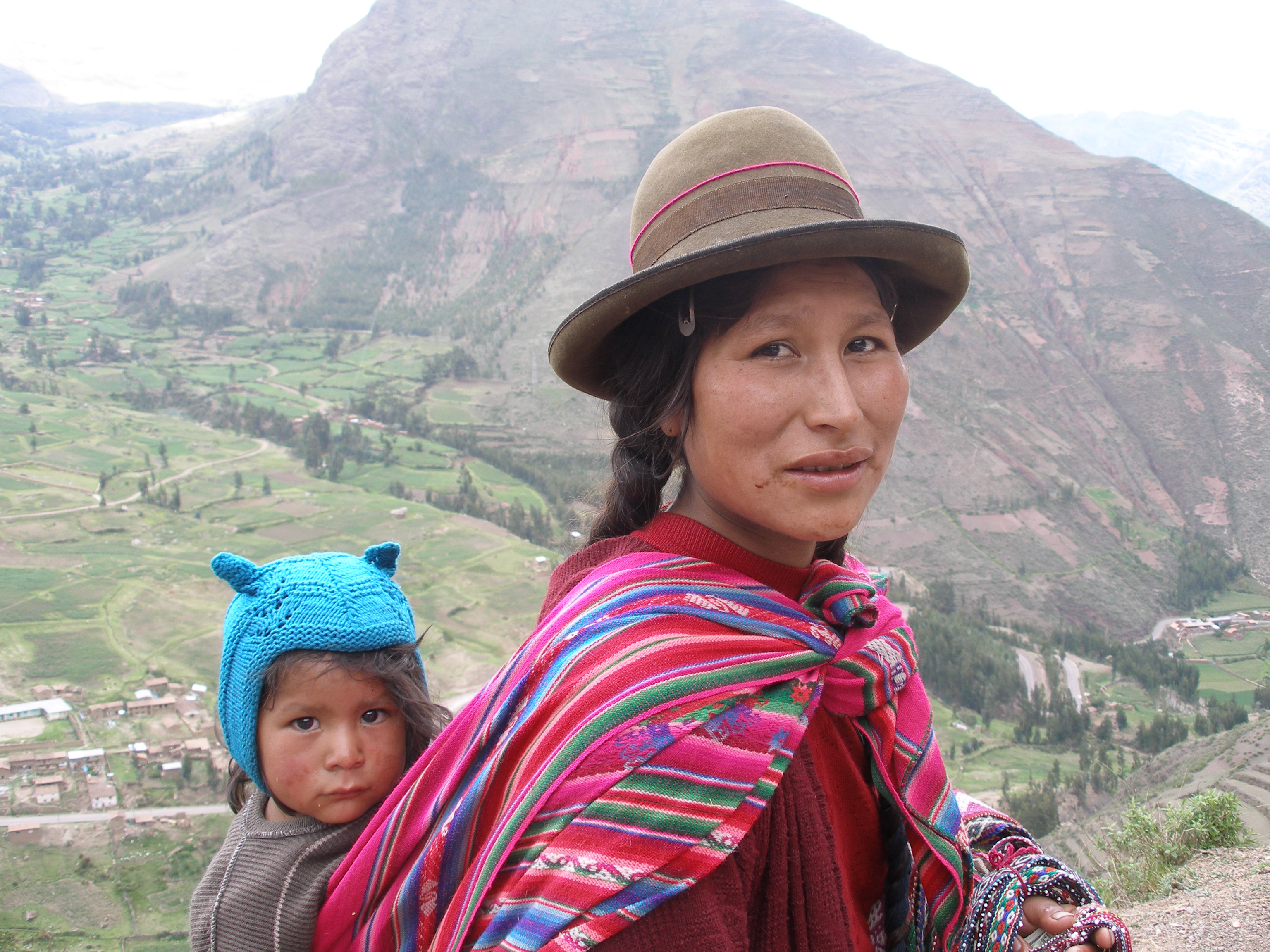
Кечуа

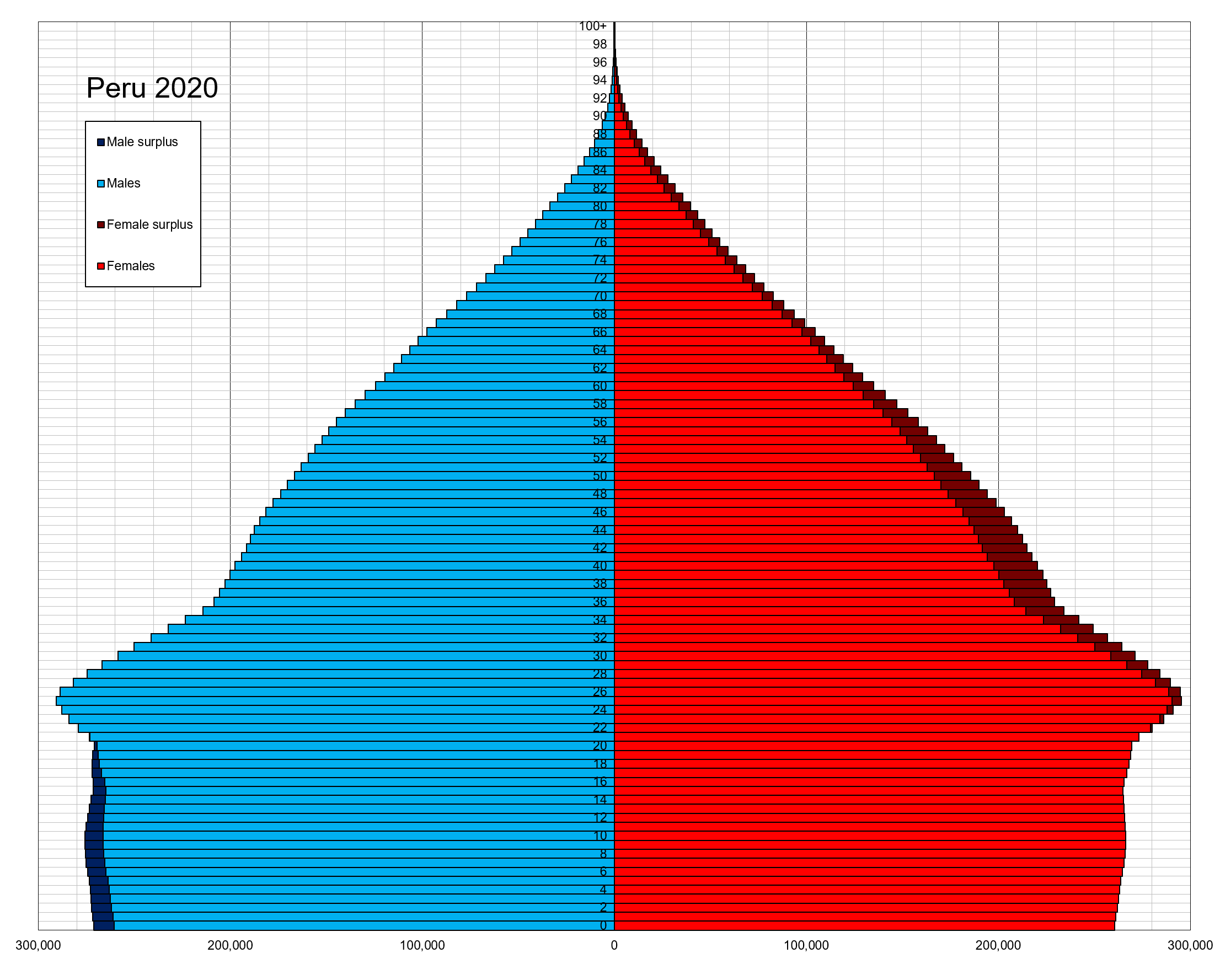
Возрастно-половая пирамида населения Перу на 2020 год

Численность населения, по данным переписи 2023 года, составляет 34 504 384 человек. Большая часть населения проживает у океанического побережья, на территории косты — 58 %, где наблюдается наиболее интенсивный прирост. Доля населения горного андского региона — сьерры — 28 %, но в последнее время численность населения здесь сокращается. На территории сельвы проживает 13,9 %, но регион интенсивно развивается и осваивается, численность населения постоянно увеличивается значительными темпами.
В национальном составе Перу в настоящий момент преобладают метисы (60 %), процент которых постоянно растет благодаря процессу ассимиляции. Основа коренного населения — индейцы кечуа, потомки инков. Их доля составляет 22 %. Кечуа проживают в горных районах, на высокогорьях Анд. Другие этнические группы: афроперуанцы, проживающие на северо-западном и центральном побережье Перу (3,6 %); индейцы аймара, проживающие в регионе Пуно, на границе с Боливией (2,4 %); коренные племена Амазонии, проживающие в сельве; японские и китайские диаспоры и т. д.

## Основные сведения
Годовой прирост — 1,0 % (фертильность — 2,3 рождений на женщину).
Средняя продолжительность жизни — 74 года: 72 года у мужчин и 77 лет у женщин.
Городское население — 79,3 % (2017).
Половая структура: 49,2 % — мужчины, 50,8 % — женщины.
Заражённость вирусом иммунодефицита (ВИЧ) — 0,5 % (оценка 2007).
Этно-расовый состав: метисы — 60,2 %, кечуа — 22,3 %, белые — 5,9 %, афроперуанцы — 3,6 %, аймара — 2,4 %, остальные (коренные амазонские племена, ашанинка, агуаруна, шипибо-конибо, японцы, китайцы) — 2,3 %.
Языки: официальные — испанский и кечуа, распространены аймара и другие индейские языки.
Грамотность — 95 %: 97,4 % среди мужчин и 92,7 % среди женщин (по переписи 2017 года).
Религиозный состав: католики — 76 %, протестанты — 14,1 %, другие — 4,8 %, неопределившиеся и атеисты — 5,1 % (по переписи 2017 года). Среди протестантских групп следует отметить сторонников Ассамблей Бога, адвентистов и баптистов.

## Население Перу
| Год            | Население  |
| -------------- | ---------- |
| 1900           | 4 836 000  |
| 1910           | 5 332 000  |
| 1920           | 5 841 000  |
| 1930           | 6 406 000  |
| 1940           | 7 107 000  |
| 1950           | 7 969 000  |
| 1960           | 9 931 000  |
| 1970           | 13 193 000 |
| 1980           | 17 295 000 |
| 1990           | 21 550 000 |
| 1999           | 25 952 000 |
| 2000           | 27 013 000 |
| 2010           | 27 403 000 |
| 2050 (прогноз) | 42 000 000 |
| 2100 (прогноз) | 29 000 000 |

## 5 крупнейших городов (2017)
1. Лима — 9 562 000
2. Арекипа — 1 003 000
3. Трухильо — 857 000
4. Чиклайо — 607 000
5. Пьюра — 461 000